# Basil Hall Chamberlain

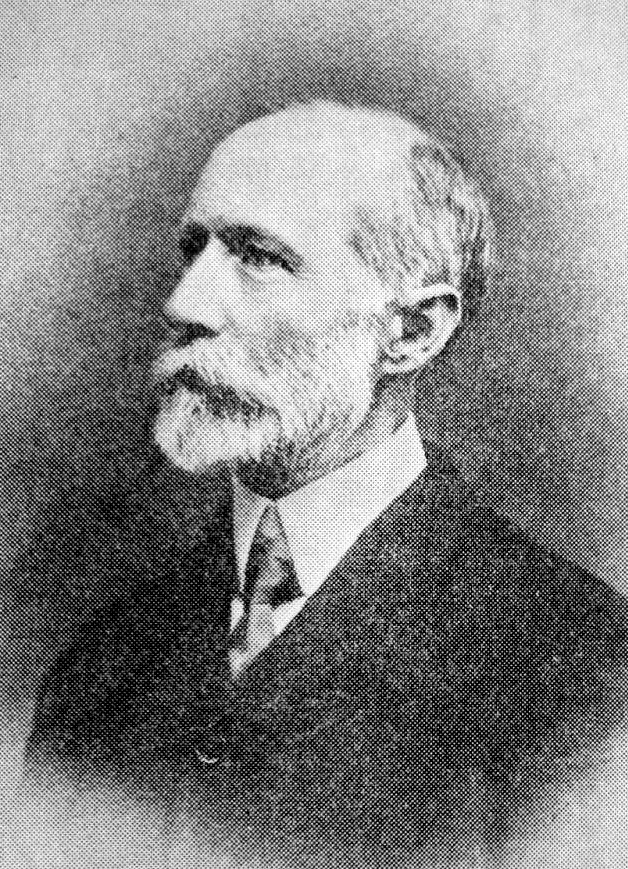
Basil Hall Chamberlain

Basil Hall Chamberlain (* 18. Oktober 1850 in Southsea bei Portsmouth; † 15. Februar 1935 in Genf) war Professor an der Kaiserlichen Universität Tokio und einer der führenden britischen Japanologen, die im Japan des späten 19. Jahrhunderts tätig waren. Andere Vertreter waren Ernest Mason Satow und William George Aston. Er schrieb unter anderem einige der ersten Übersetzungen von Haiku in die englische Sprache. Er ist vielleicht am bekanntesten für seine informative und populäre einbändige Enzyklopädie Things Japanese, die erstmals 1890 erschien und von ihm später mehrfach überarbeitet wurde. Seine Interessen waren vielfältig, u. a. veröffentlichte er einen Gedichtband in französischer Sprache.

## Frühes Leben
Chamberlain wurde in Southsea als Sohn des Admirals William Charles Chamberlain und seiner Frau Eliza Hall, der Tochter des Reiseschriftstellers Basil Hall geboren. Sein jüngster Bruder war Houston Stewart Chamberlain. Er wurde zweisprachig in Englisch und Französisch aufgezogen. Nachdem er nach dem Tode seiner Mutter 1856 nach Versailles zu seiner Großmutter mütterlicherseits geschickt wurde, lernte er in Frankreich auch noch Deutsch. Chamberlain, der gehofft hatte, an der University of Oxford studieren zu können, begann stattdessen bei der Barings Bank in London zu arbeiten. Er war für diese Arbeit jedoch ungeeignet und erlitt bald einen Nervenzusammenbruch. In der Hoffnung auf vollständige Genesung verließ er Großbritannien, noch ohne klares Ziel.

## Japan
Chamberlain traf am 29. Mai 1873 in Japan ein. Er lehrte von 1874 bis 1882 an der Kaiserlichen Marineschule in Tokio. Seine wichtigste Anstellung war jedoch die eines Professors für Japanische Sprache an der Kaiserlichen Universität Tokyo ab 1886. Hier gewann er einen Ruf als Gelehrter der japanischen Sprache und Literatur. Er war auch ein Pionier in der Erforschung der Ainu- und Ryūkyū-Sprachen. Zu seinen Arbeiten zählt die erste Übersetzung des Kojiki in die Englische Sprache (1883), A Handbook of Colloquial Japanese (1888), Things Japanese (1890) und A Practical Guide to the Study of Japanese Writing (1905). Trotz chronisch schwacher Gesundheit war er zudem ein begeisterter Reisender und veröffentlichte zusammen mit W. B. Mason A Handbook for Travellers in Japan (1891), das später mehrfach neu aufgelegt wurde.
Chamberlain war ein Freund von Lafcadio Hearn, später entfremdeten sie sich jedoch.

## Werke
- The Classical Poetry of the Japanese. (Trübner’s Oriental Series) 1880.
- A Translation of the “Ko-Ji-Ki”. 1883.
- The Language, Mythology, and Geographical Nomenclature of Japan Viewed in the Light of Aino Studies. 1887.
- Aino Folk-Tales. 1888.
- A Handbook of Colloquial Japanese. 1887.
- Things Japanese. Sechs Auflagen, 1890–1936. (Ein späterer Paperback-Reprint der fünften Auflage von 1905, in der die Kurzbibliografien zu vielen der Artikel durch Hinweise auf andere Bücher ersetzt wurden, wurde durch einen neuen Herausgeber unter gleichem Namen veröffentlicht.) Digitalisat, Ausgabe 1905, Fifth Edition Revised
  - (Übers.) Allerlei Japanisches (Things Japanese). Bondy, Berlin 1912.
- A Handbook for Travellers in Japan. 3. Aufl. 1891. Mitherausgeber: W. B. Mason. (frühere Ausgaben waren nicht von Chamberlain. Digitalisat der 6. Auflage in der Staatsbibliothek Berlin)
- Essay in aid of a grammar and dictionary of the Luchuan language. 1895.
- „Bashō and the Japanese Poetical Epigram“. Asiatic Society of Japan, vol. 2, no. 30, 1902 (einige seiner Übersetzungen sind enthalten in Faubion Bowers’ The Classic Tradition of Haiku: An Anthology, Dover Publications, 1996, 78pp. ISBN 0-486-29274-6)
- Japanese Poetry. 1910.
- The Invention of a New Religion. 1912.[1][2] in Things Japanese von 1927.
- Huit Siècles de poesie française. 1927.
- … encore est vive la Souris. 1933.
- A practical introduction to the study of Japanese writing (Moji no Shirube), London 1905